# Musée de la ville de Skopje
Le musée de la ville de Skopje (en macédonien Музеј на Град Скопје) est un  musée de la Macédoine du Nord. Il se trouve à Skopje, la capitale du pays, et présente l'histoire de la ville. Fondé en 1949, il s'est installé en 1970 dans l'ancienne gare de la ville, en partie détruite lors d'un séisme en 1963. Le musée occupe un tiers de cette ancienne gare, conservée partiellement en ruines pour commémorer le tremblement de terre, qui détruisit par ailleurs 80 % de la ville.
Il dispose de 4 500 mètres carrés, dont 2 000 sont dédiés aux expositions, permanentes et temporaires. En plus de ses fonctions de présentation, le musée a pour vocation la recherche, la protection et le stockage d'œuvres en lien avec la ville de Skopje.
Ses collections, qui regroupent 21 950 objets, sont divisées en quatre départements, l'archéologie, l'histoire, l'ethnologie et l'histoire de l'art. Le musée possède trois antennes réparties dans la ville, le Musée-mémorial du Comité régional du Parti Communiste yougoslave, le Musée-mémorial sur les armes illégales de la Seconde Guerre mondiale, et l'ancien caravansérail Souli An renferme une exposition permanente sur l'histoire du vieux bazar de Skopje.

## Édifice

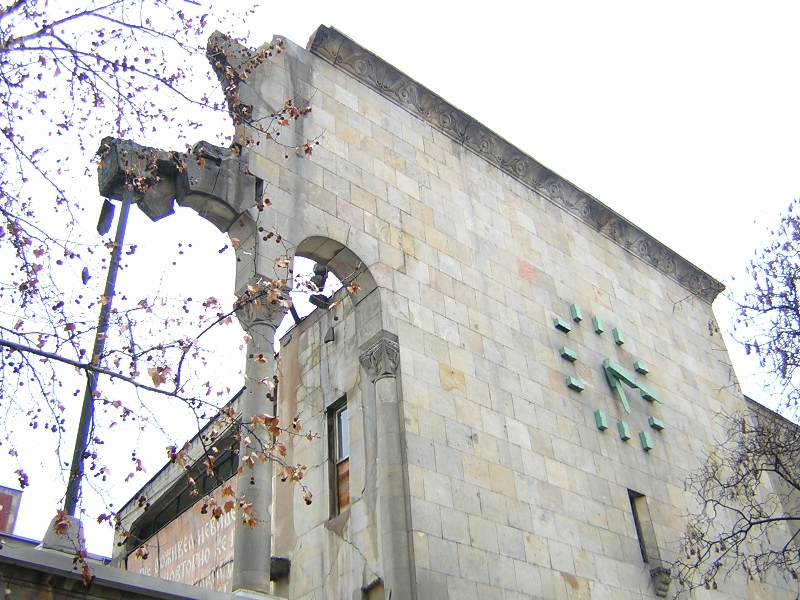
Détail de l'ancienne gare.

Le musée est installé dans l'ancienne gare ferroviaire de la ville, qui a été partiellement détruite par le séisme de 1963. Il occupe précisément le tiers ouest de l'édifice, le reste ayant été déblayé à la suite du tremblement de terre.
L'ancienne gare, lorsqu'elle était intacte, était donc trois fois plus grande qu'aujourd'hui. Dessinée par l'architecte serbe Velimir Gavrilović, elle avait été construite en 1938 dans un style néo-byzantin austère. À cette époque, Skopje faisait partie du royaume de Yougoslavie, et le gouvernement ainsi que l'élite économique locale faisaient construire de nombreux monuments à travers la ville, afin de lui retirer son caractère oriental et d'en faire une capitale régionale moderne. D'autres édifices semblables sont encore visibles dans le centre-ville, comme le Palais de l'Assemblée.
L'espace occupé par le musée est resté intact extérieurement, et il offre le même visage qu'en 1963. Cependant, l'intérieur a été entièrement réorganisé et la structure elle-même a été renforcée avec du béton. Ainsi, elle peut parfaitement résister à un nouveau séisme.
Le bâtiment de l'ancienne gare renferme 1 500 m2 d'espaces d'exposition, 470 m2 de réserves, 335 m² de bureaux et 209 m² de laboratoires.

## Histoire du musée

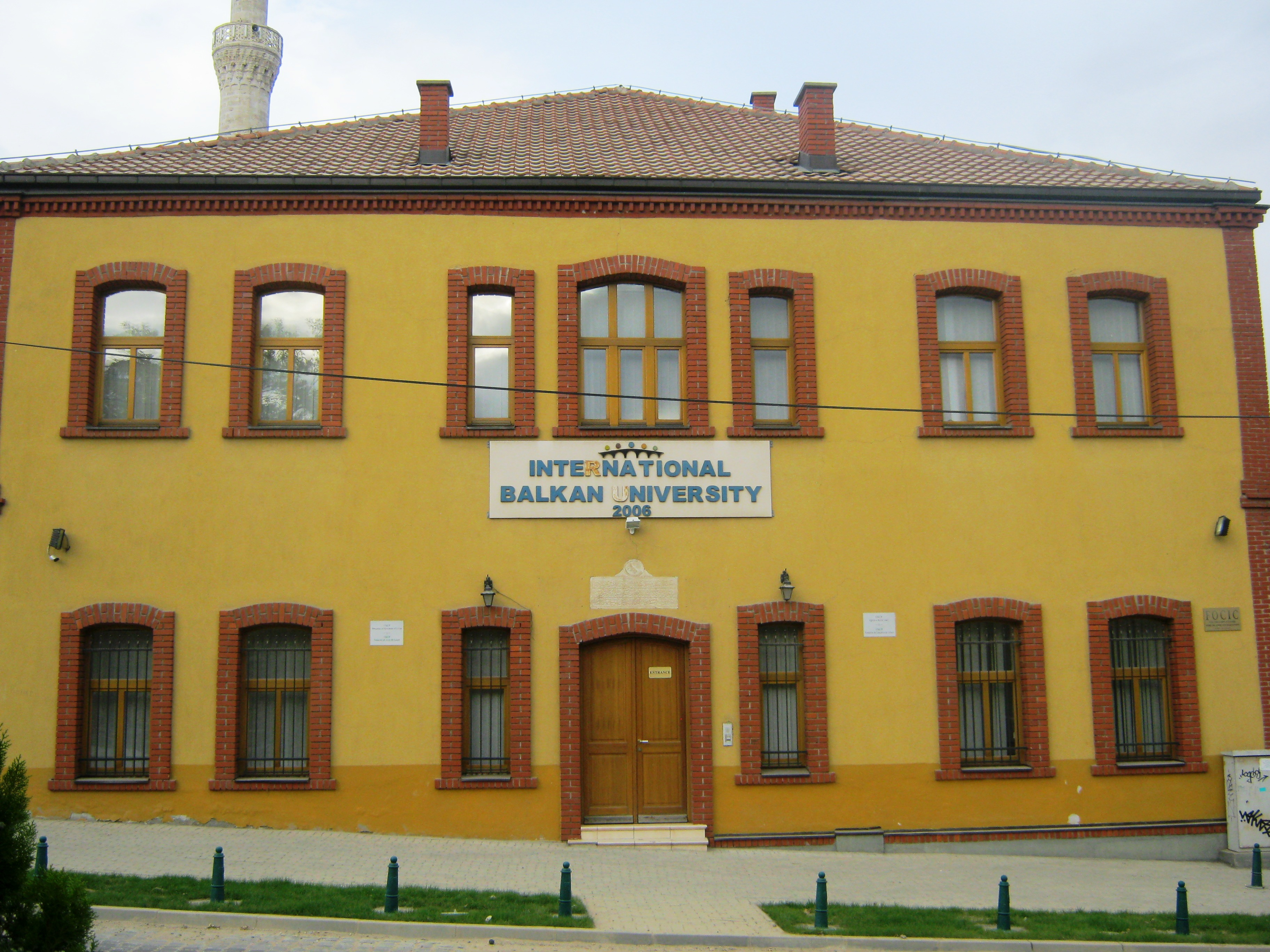
L'ancienne poste ottomane, où le musée est resté de 1956 à 1963.

Le musée a été fondé en 1949 par le conseil municipal de Skopje, à partir du département d'histoire locale du musée archéologique de Macédoine. L'institution ouvre ses portes au public le 11 octobre 1951.
Jusqu'en 1952, le musée a été installé dans le siège du Comité pour la Science et la Culture. Il a alors déménagé dans un bâtiment provisoire situé derrière l'école secondaire technique, à proximité du parc de la ville, puis il a rejoint l'ancien bureau de poste ottoman en 1956.
Lors du tremblement de terre de 1963, le bâtiment a été fragilisé, et les collections ont été envoyées dans le village de Rachtché. Après la catastrophe, le personnel du musée a effectué une grande campagne de collecte dans le ruines de la ville et il a photographié et documenté de nombreux édifices anciens qui ont été détruits par la secousse. L'équipe a aussi rassemblé des témoignages de la vie quotidienne dans la ville en ruines.
En 1964, les collections sont retournées à Skopje et elles ont été installées dans un bâtiment préfabriqué près de la forteresse. L'installation définitive du musée dans l'ancienne gare, partiellement détruite par le séisme, a été décidée en 1967, et le déménagement s'est déroulé en 1970.
Au cours des années 1970 et 1980, le musée a ouvert plusieurs antennes, comme le Musée-mémorial sur les armes illégales de la Seconde Guerre mondiale.

## Fonctionnement
Le musée emploie une cinquantaine de personnes, dont des experts en conservation, des photographes, des bibliothécaires et des médiateurs. Il possède une bibliothèque, des laboratoires de recherche et de conservation et un studio photo.
La bibliothèque, constituée à partir de 1954, contient 3 372 livres, 1 064 catalogues et albums, et 2 932 revues. Certains livres datent du XIXe siècle, et le plus ancien est une publication grecque de 1860.
Le musée coopère avec plusieurs institutions étrangères, comme des musées de Bradford, Manisa, Craiova, Dresde et Nuremberg, qui sont des villes jumelées avec Skopje.

## Collections

### Archéologie
Le département d'archéologie est un des plus vieux du musée. Ses collections ont été constituées à partir de 1950 et les artéfacts exposés proviennent majoritairement de fouilles conduites en périphérie de la ville, comme les sites néolithiques de Govrlevo, Zelenikovo et Toumba Madjari, les thermes de Katlanovo et diverses nécropoles romaines. La ville antique de Scupi et la forteresse de Skopje sont toutefois très bien représentées. Les périodes abordées sont la Préhistoire, l'Antiquité et le Moyen Âge.

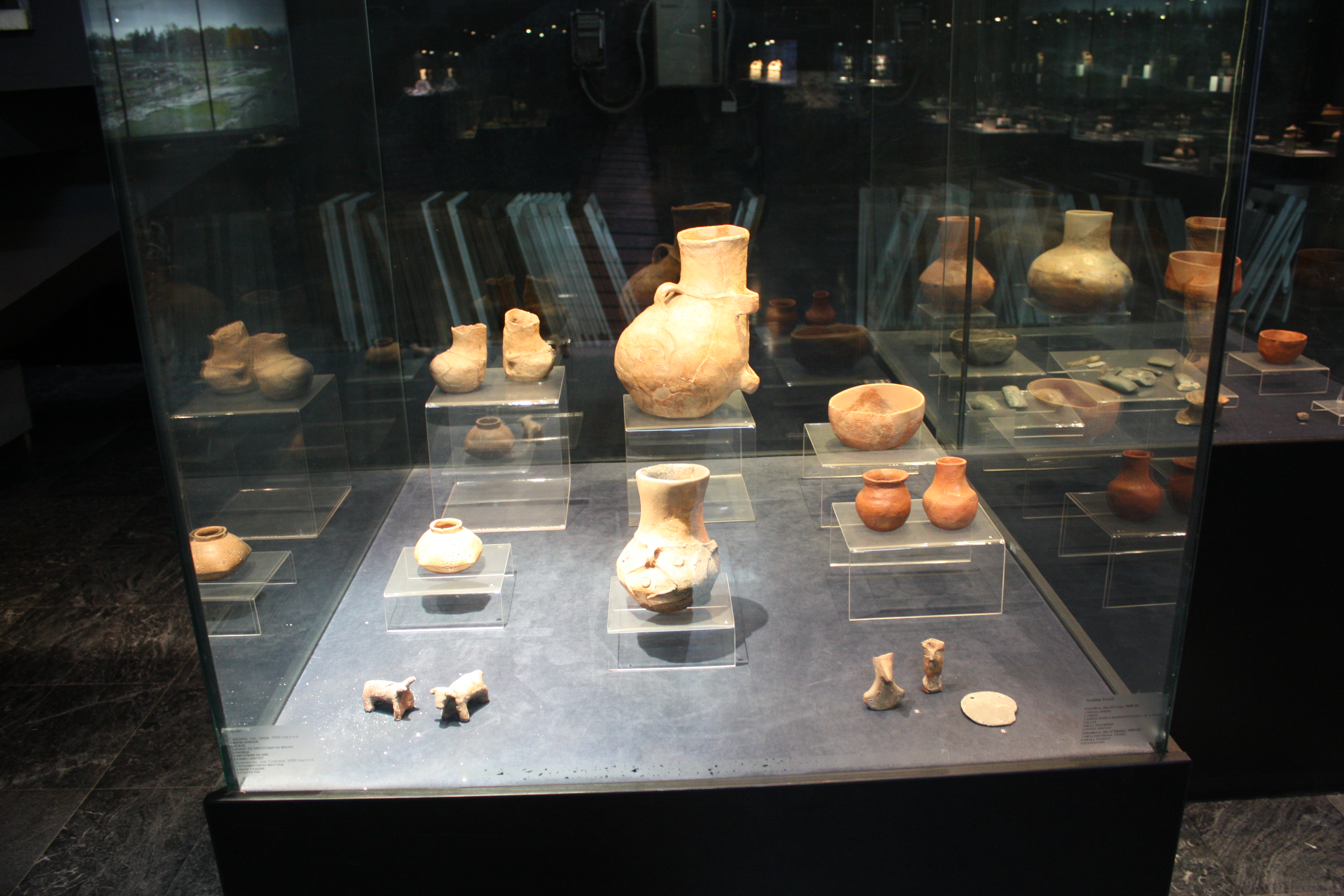
Poteries de Zelenikovo.
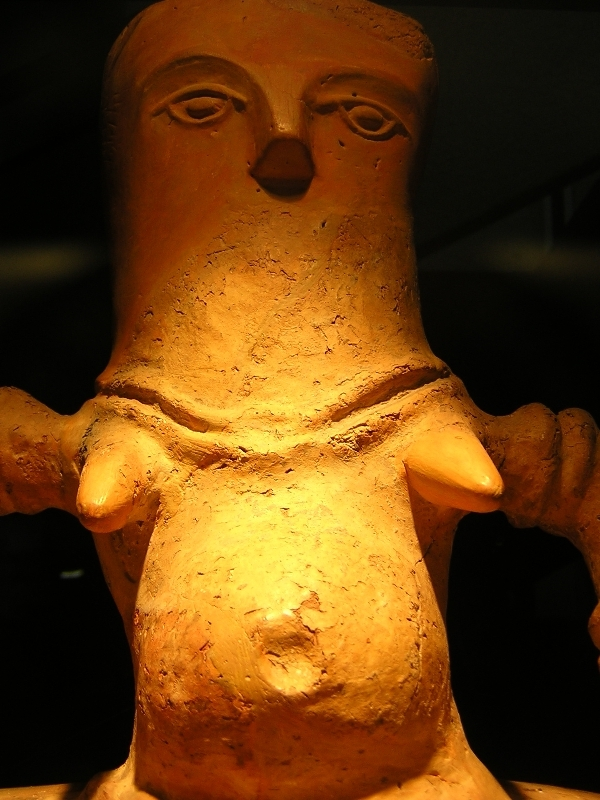
Déesse mère en terre-cuite, Toumba Madjari.
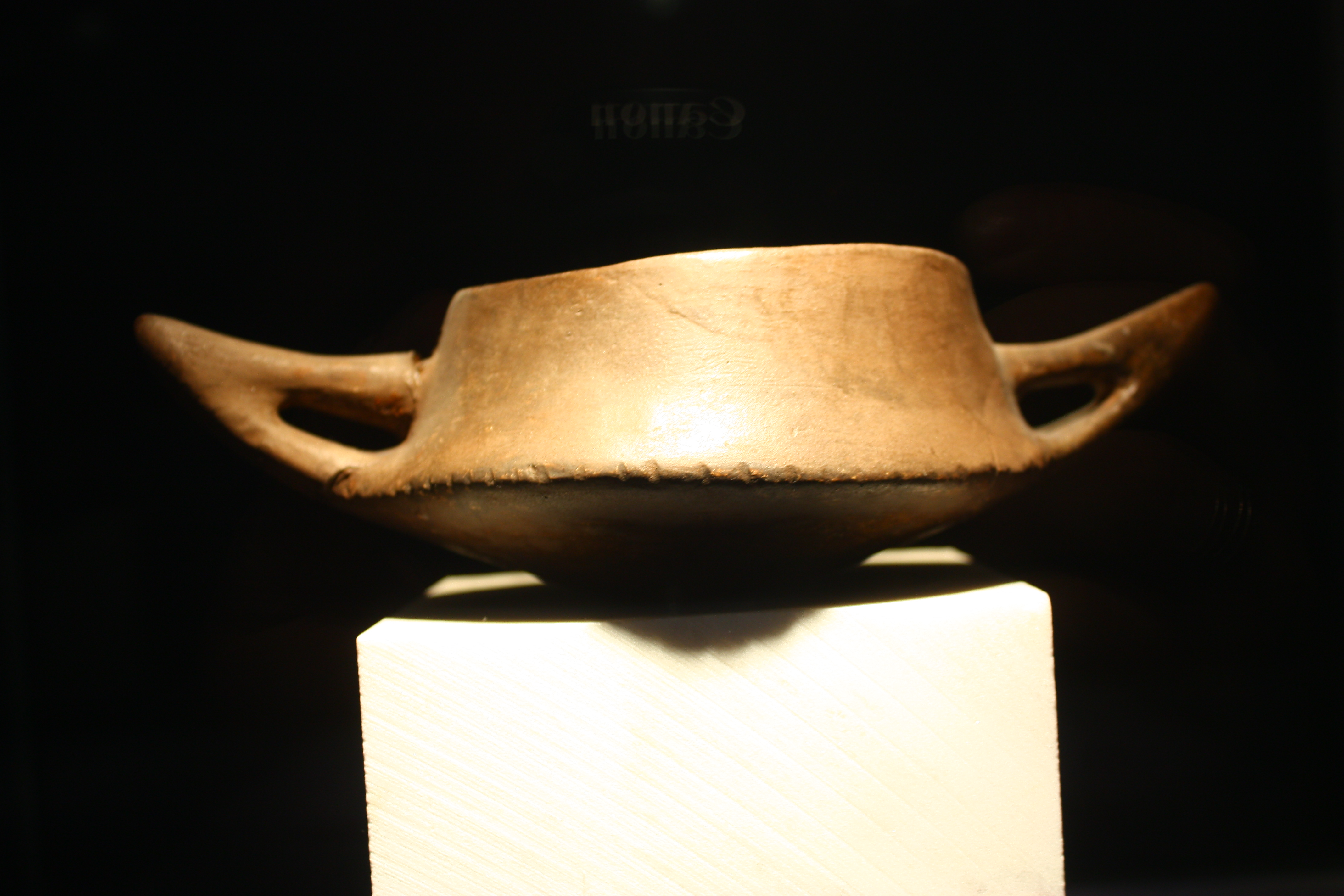
Poterie provenant de la forteresse de Skopje.
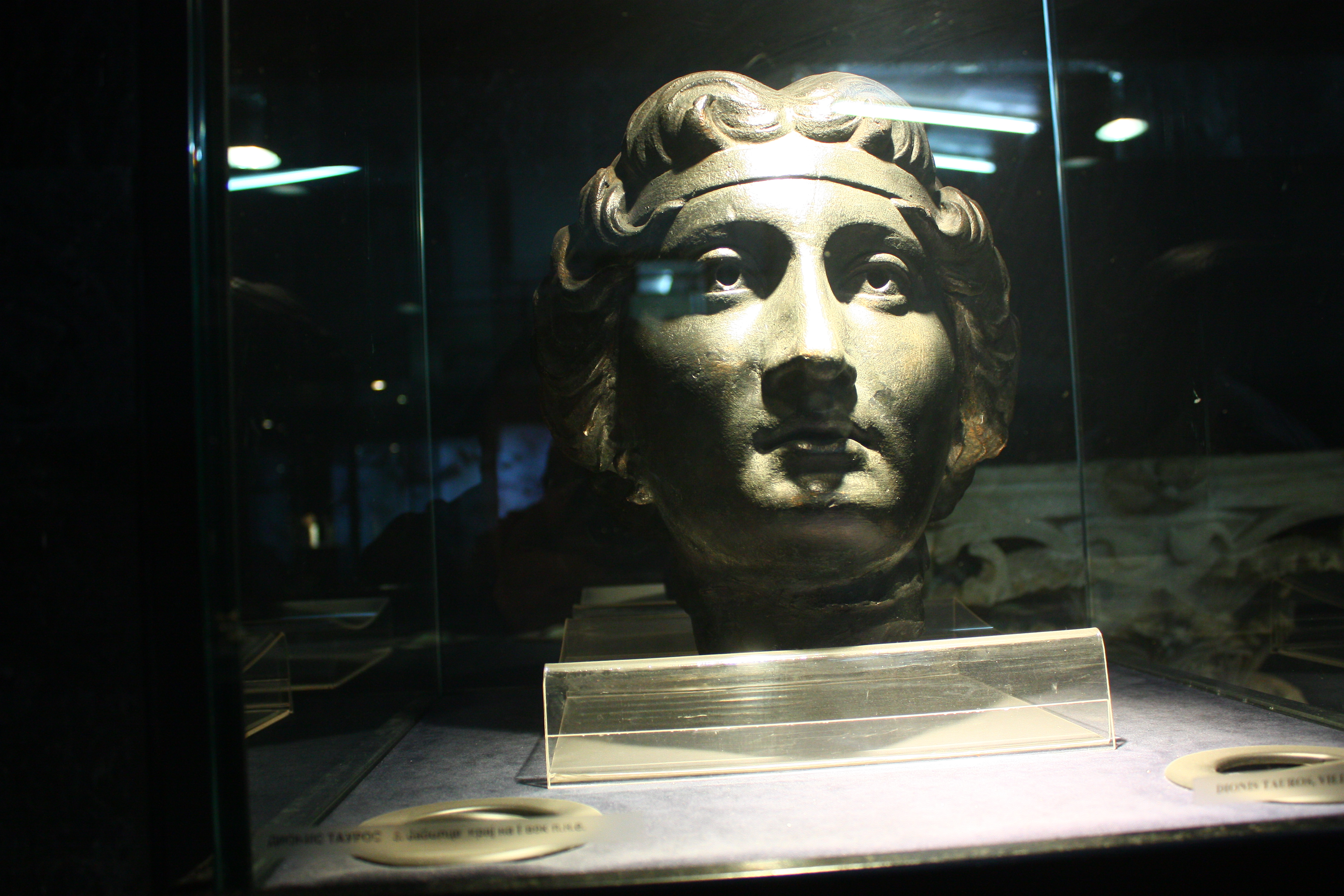
Dionysos en bronze, Yaboltsi, fin Ier s. av. J.-C.
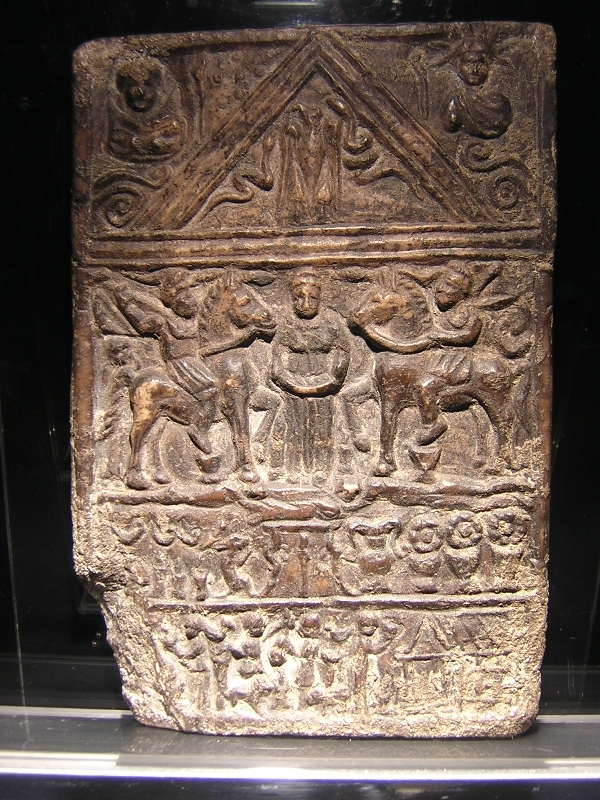
Stèle antique.
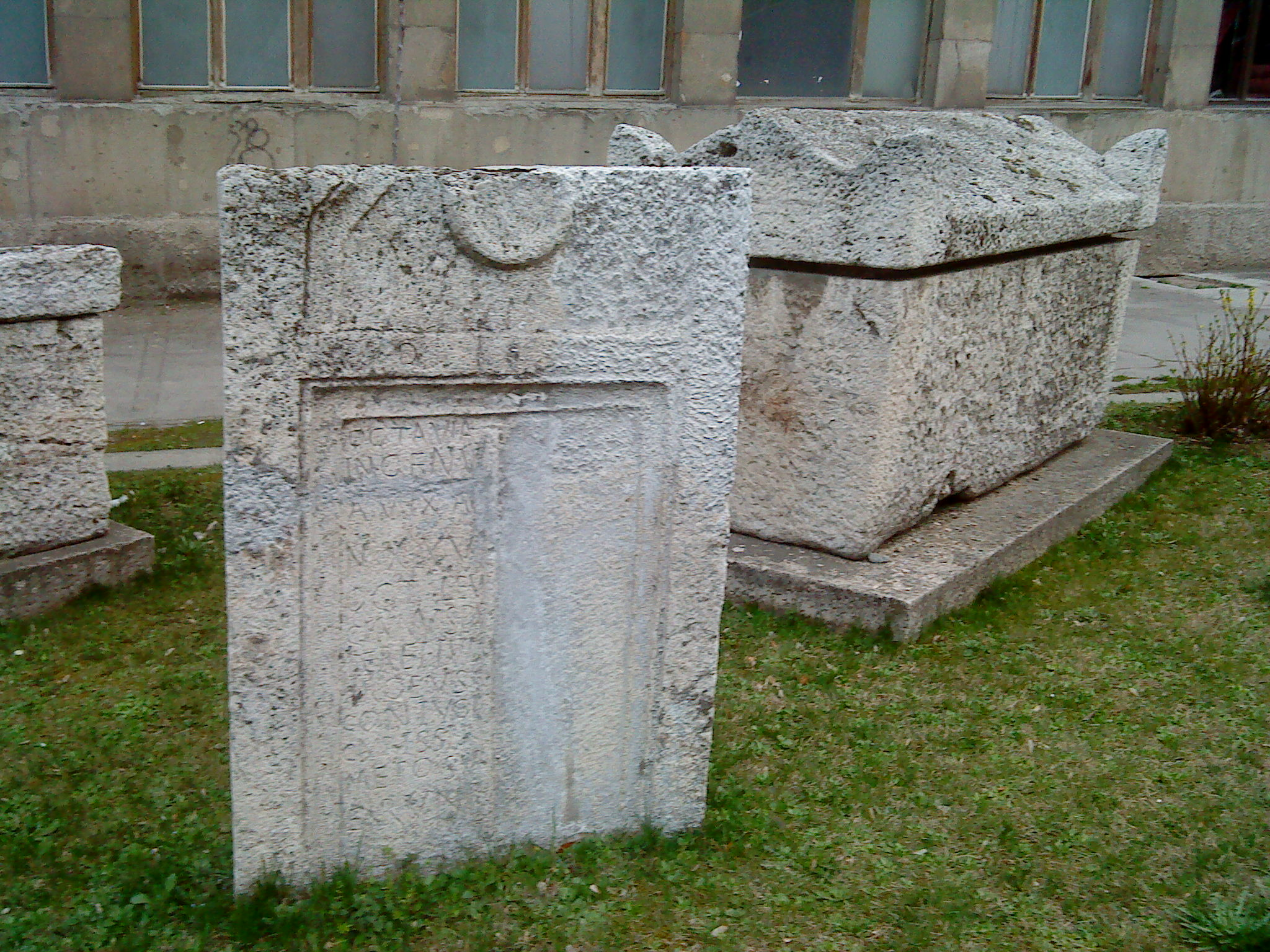
Tombe et sarcophage antiques.

### Histoire

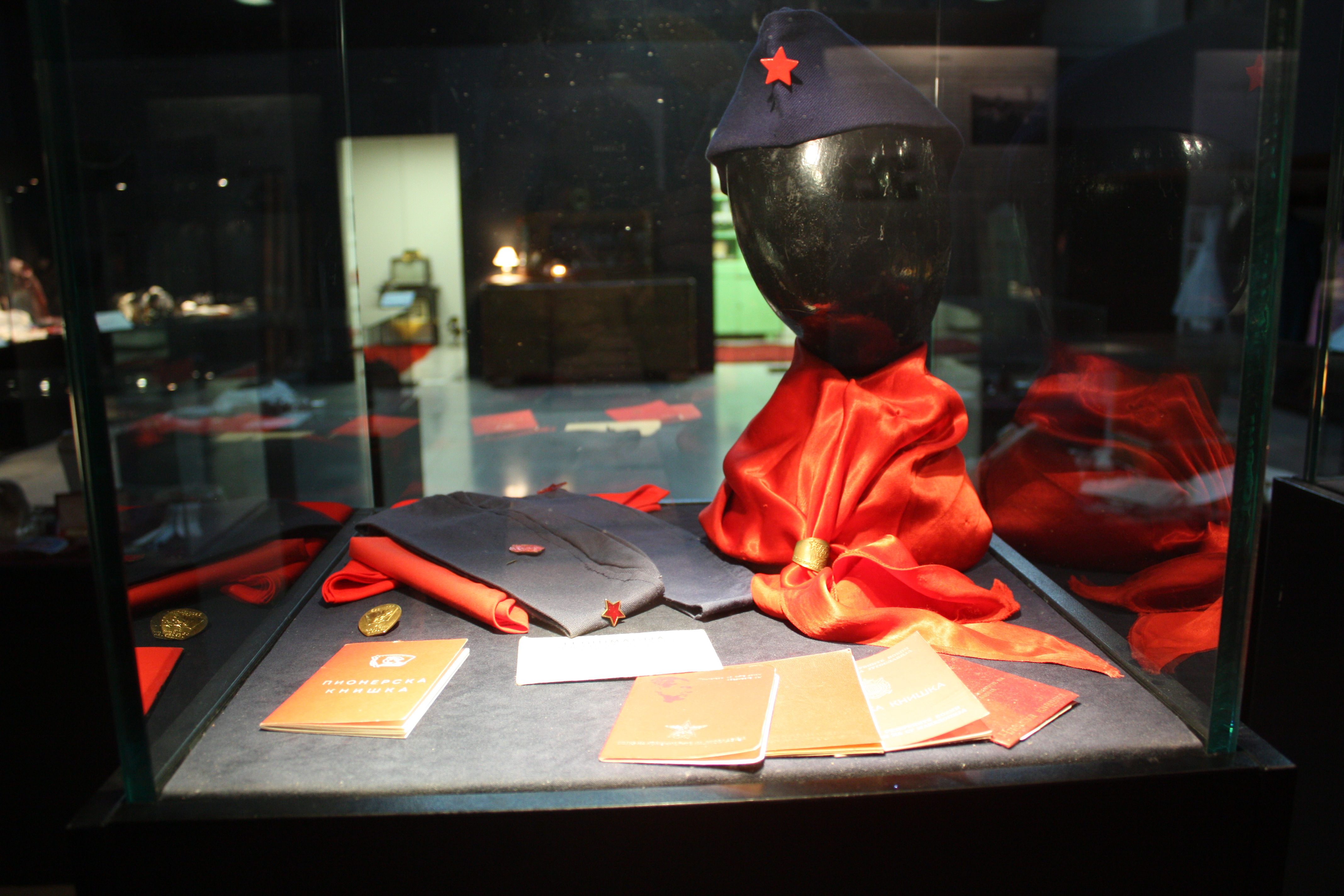
Objets du Mouvement des pionniers.

Le département historique retrace l'histoire de Skopje du VIIe siècle à l'époque contemporaine. Le musée possède notamment une collection de sabres ottomans du XVe siècle, une collection de livres du XVIIIe et XIXe siècles, en langues slaves et en arabe, et des photographies de la ville aux alentours de 1900 ainsi que des objets de la vie quotidienne à cette époque. Des expositions permanentes retracent aussi les événements à Skopje lors de la Seconde Guerre mondiale et pendant le tremblement de terre de 1963. Enfin, le musée présente aussi les événements qui se sont produits depuis l'indépendance du pays en 1991.

### Ethnologie
Le département d'ethnologie s'est d'abord spécialisé dans le vêtement, et plus particulièrement les habits traditionnels. Il a d'ailleurs présenté plusieurs expositions temporaires de grande evergure sur le sujet, en collaboration avec le musée russe d'ethnographie, le musée Albert-Kahn et le Musée ethnographique national de Varsovie.
Le département possède aussi des photographies anciennes, des reconstitutions d'intérieurs skopiotes selon les époques, et de l'artisanat : objets en métal (services à café ottomans, notamment), objets sculptés en bois (boites, couverts...), bijoux, etc.

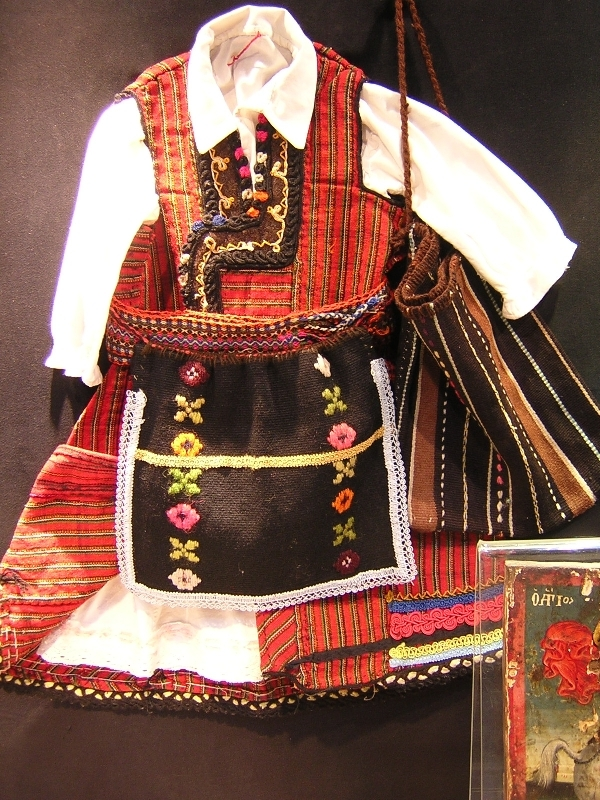
Costume traditionnel.
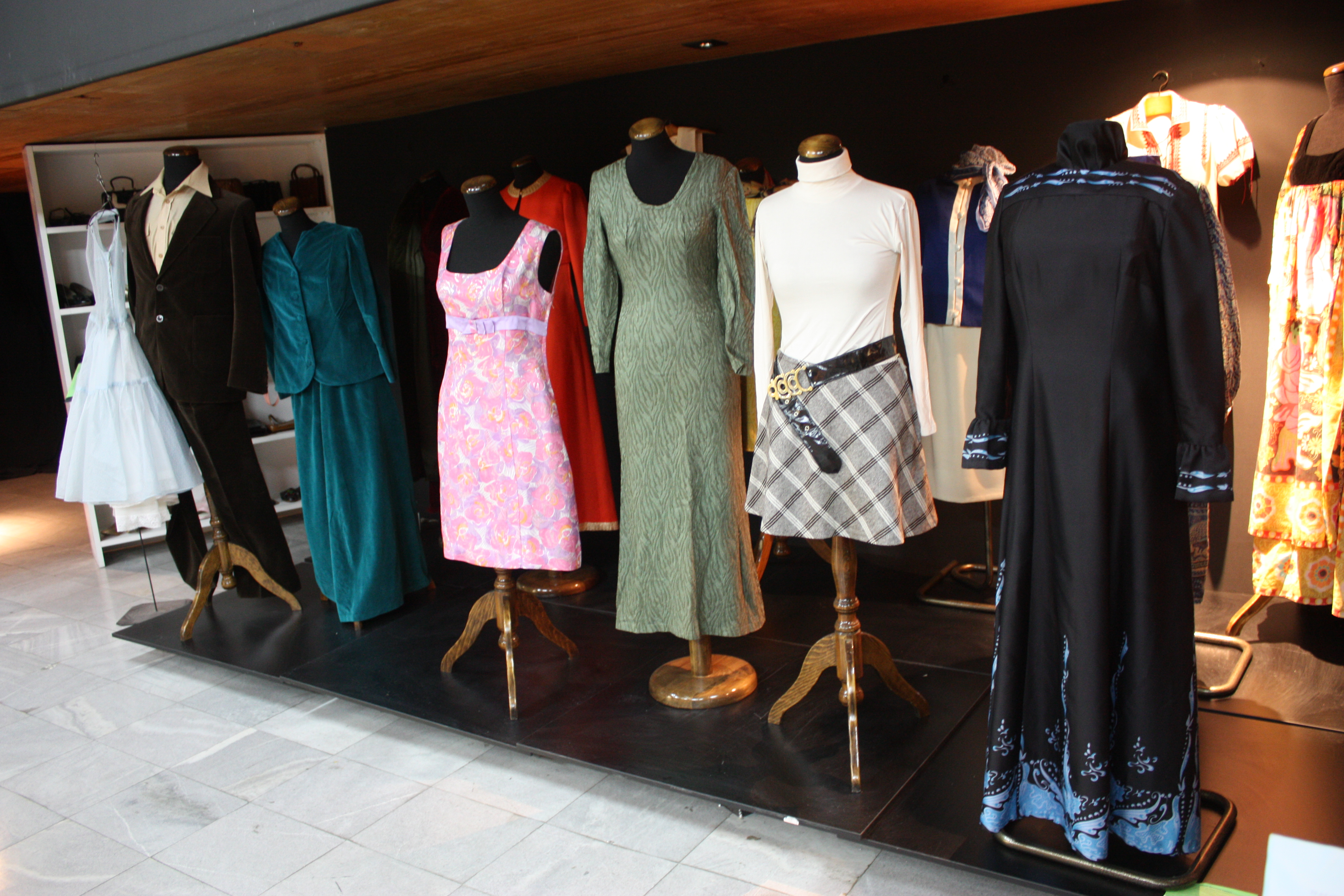
Costumes du XXe siècle.
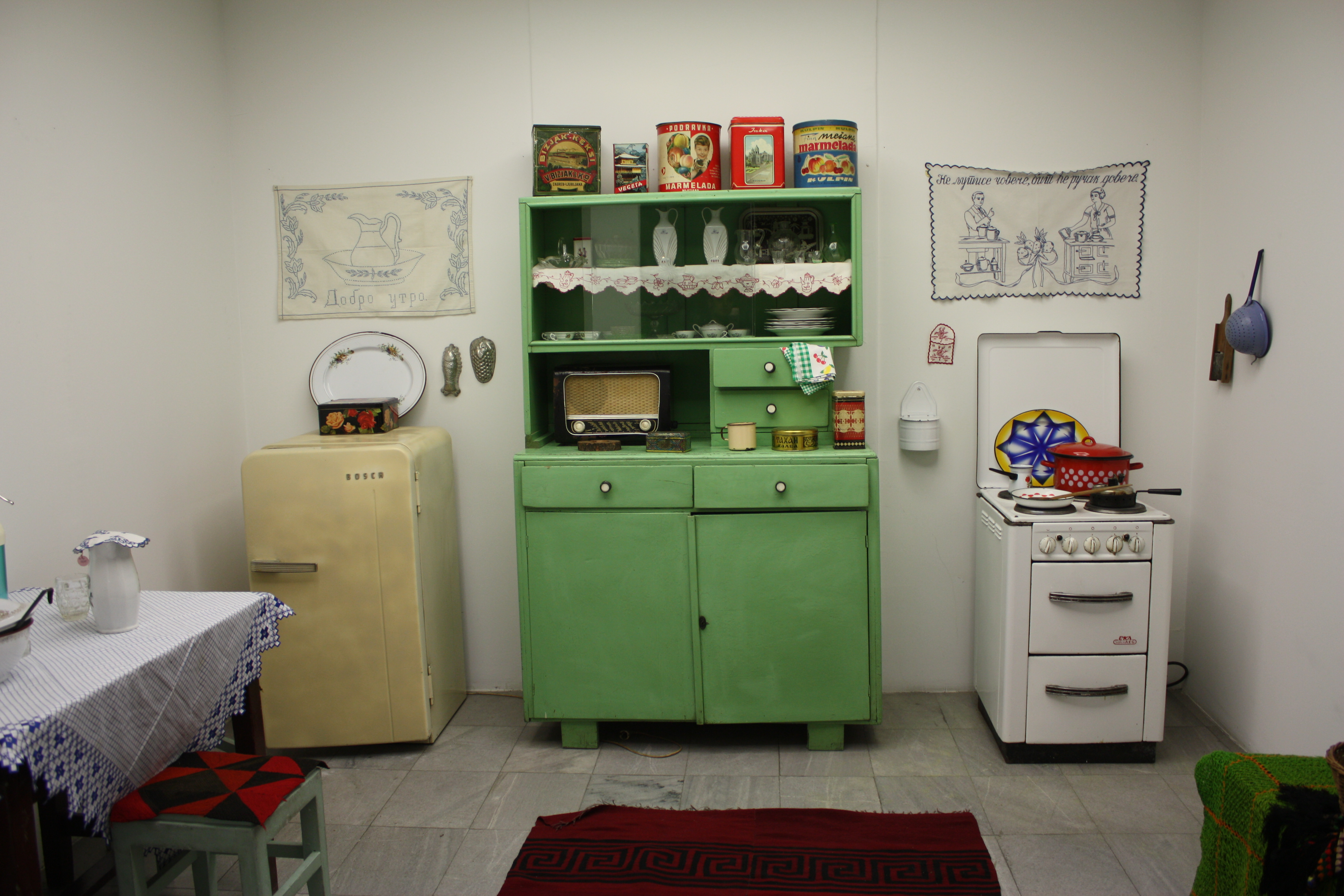
Reconstitution d'une cuisine des années 1950.
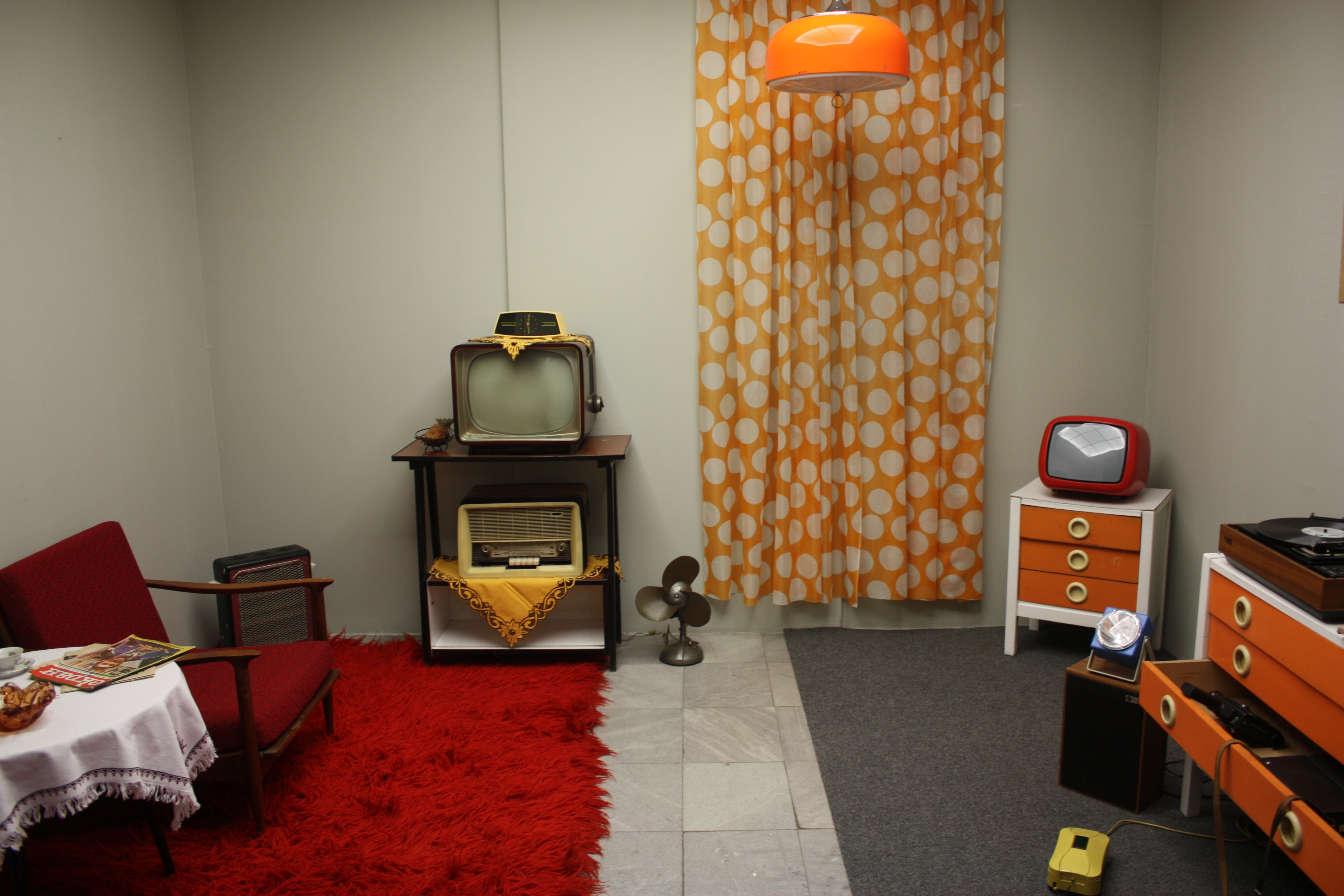
Reconstitution d'une chambre des années 1970.
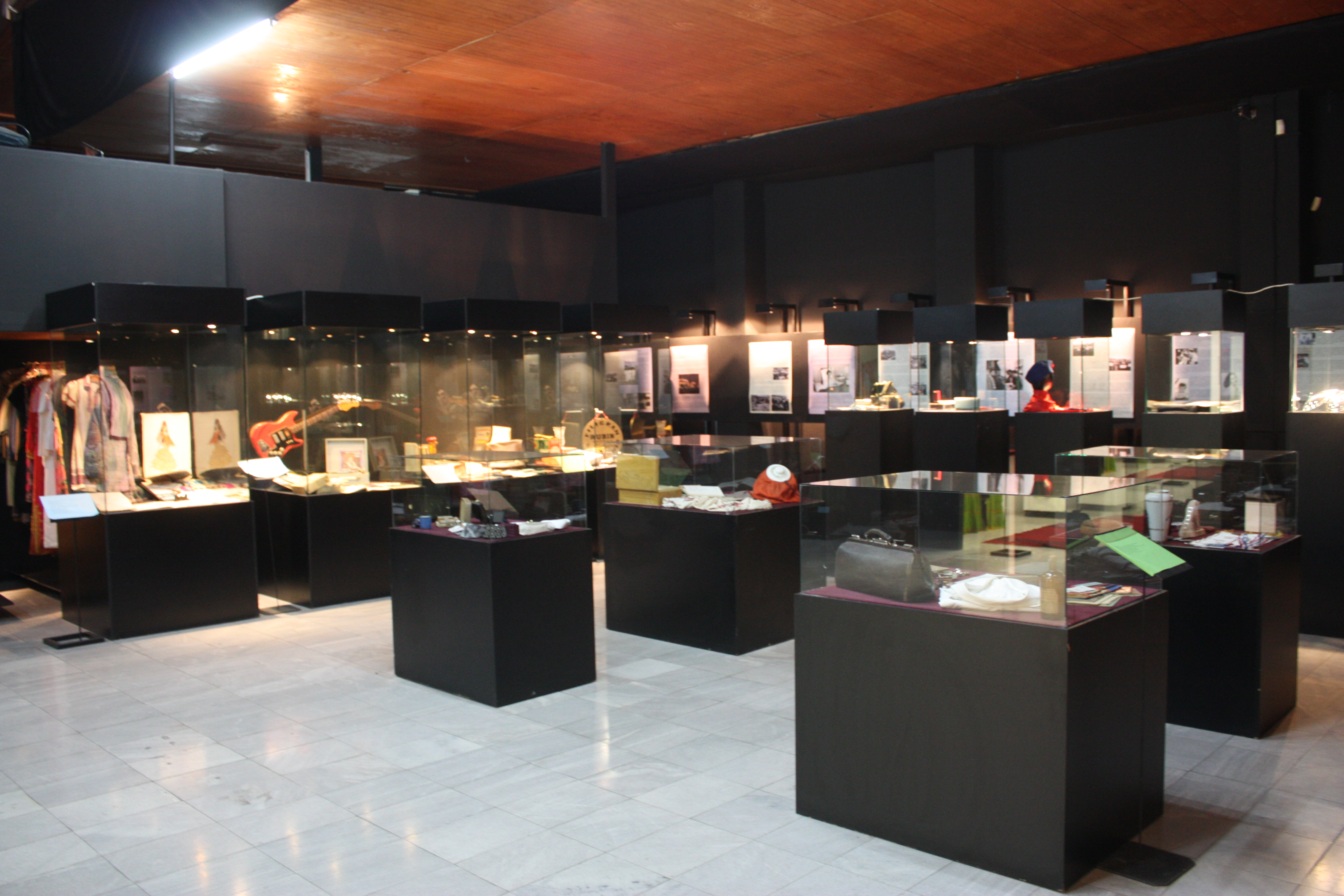
Une salle d'exposition.

### Histoire de l'art
Le département d'histoire de l'art possède notamment des monnaies ottomanes, datant du XIVe siècle au XXe siècle, ainsi que des icônes orthodoxes provenant d'églises et de monastères de la région. Ces tableaux datent surtout du XIXe siècle et montrent l'évolution et l'affirmation de l'art pictural macédonien à cette époque. Le département possède aussi des artefacts byzantins, comme une coupe, un moule et une soupière du XIIe siècle, et des artefacts étrangers, comme un triptyque russe du XVIIIe siècle ou un moulage votif de pied du XIXe siècle provenant de Jérusalem. Enfin, ses collections incluent aussi l'art moderne et contemporain.
Par ailleurs, le musée possède aussi un ensemble d'œuvres du photographe Blagoj Drnkov (182 pièces) et du peintre Ljubomir Belogaski (159 pièces).

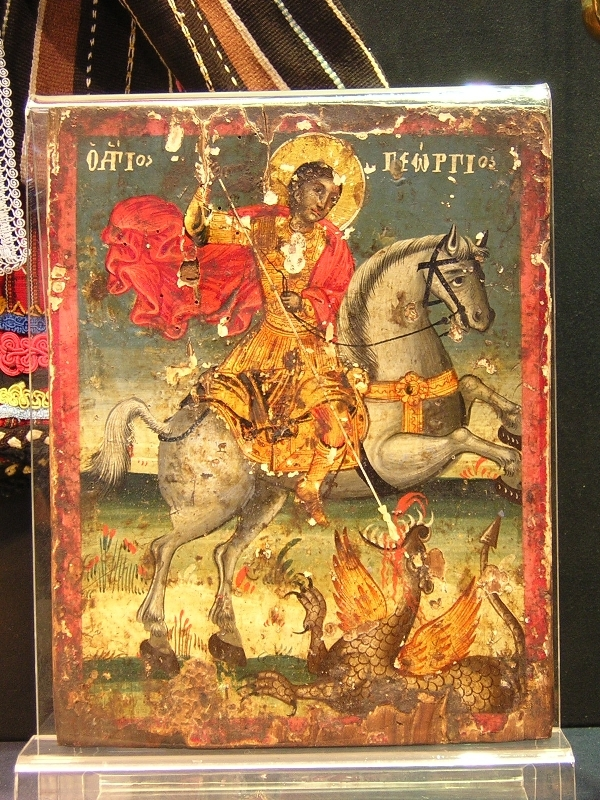
Une icône de Saint-Georges.
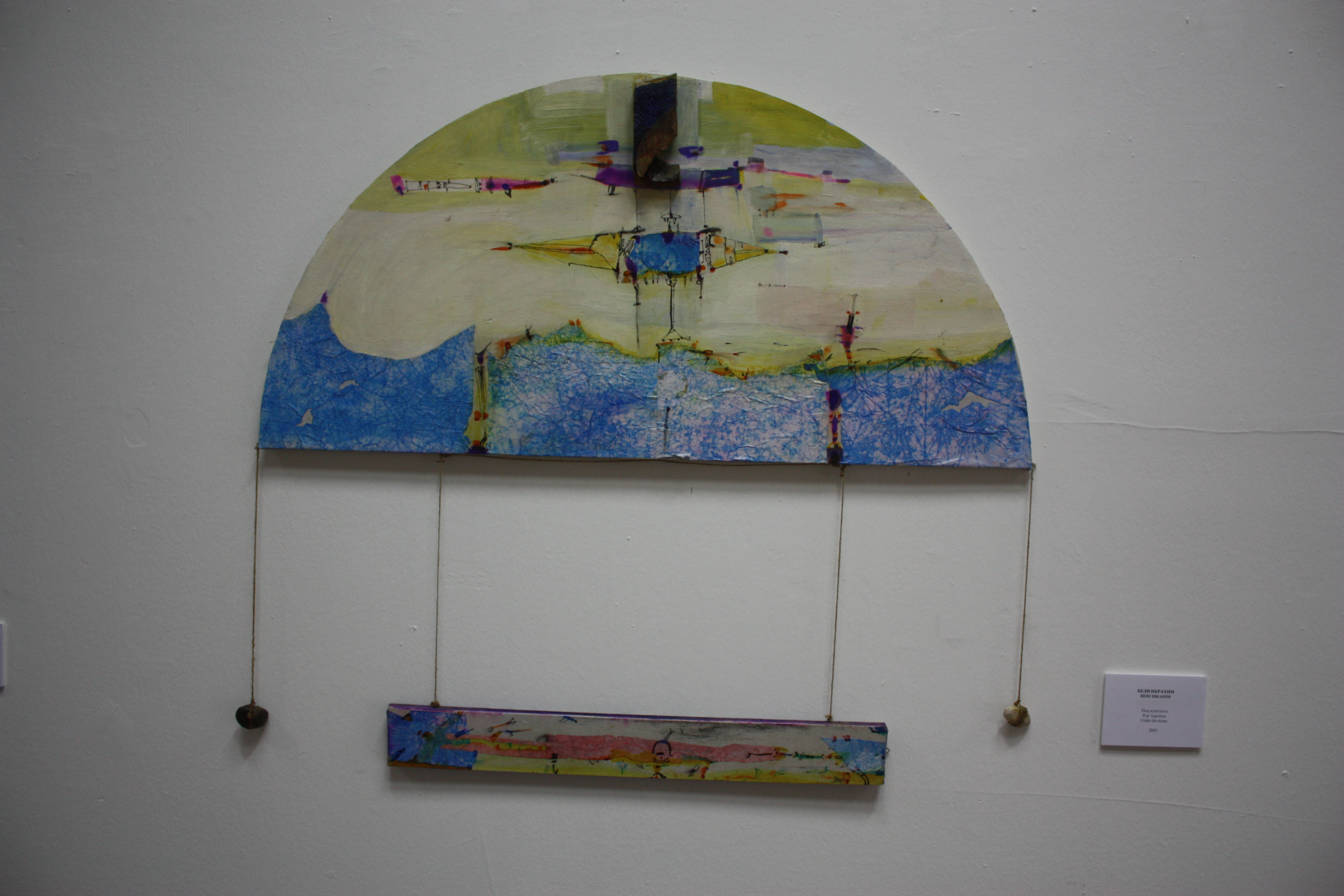
Sous la coupole, Bedi Ibrahim, 2005.
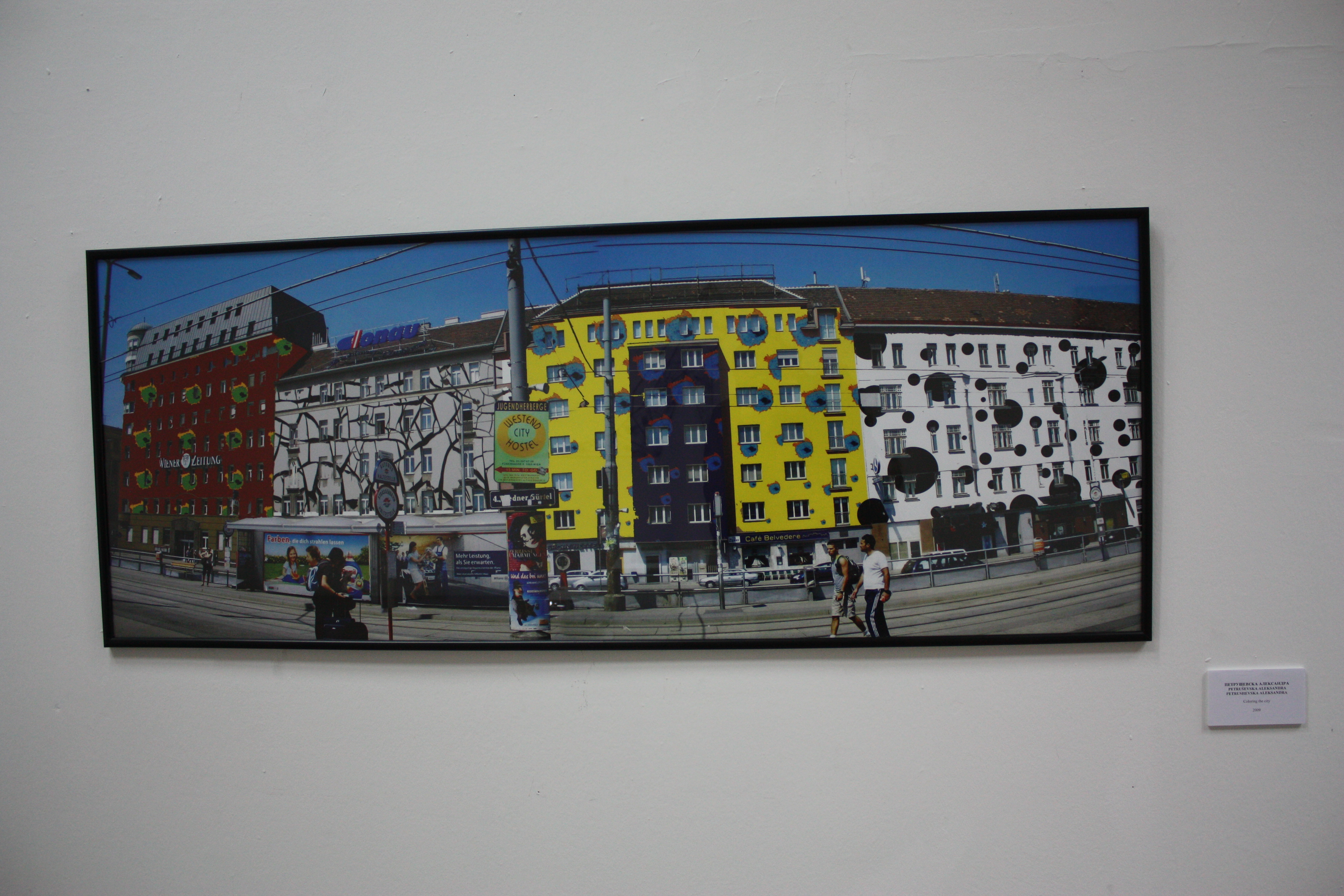
Coloring the city, Aleksandra Petruševska, 2009.
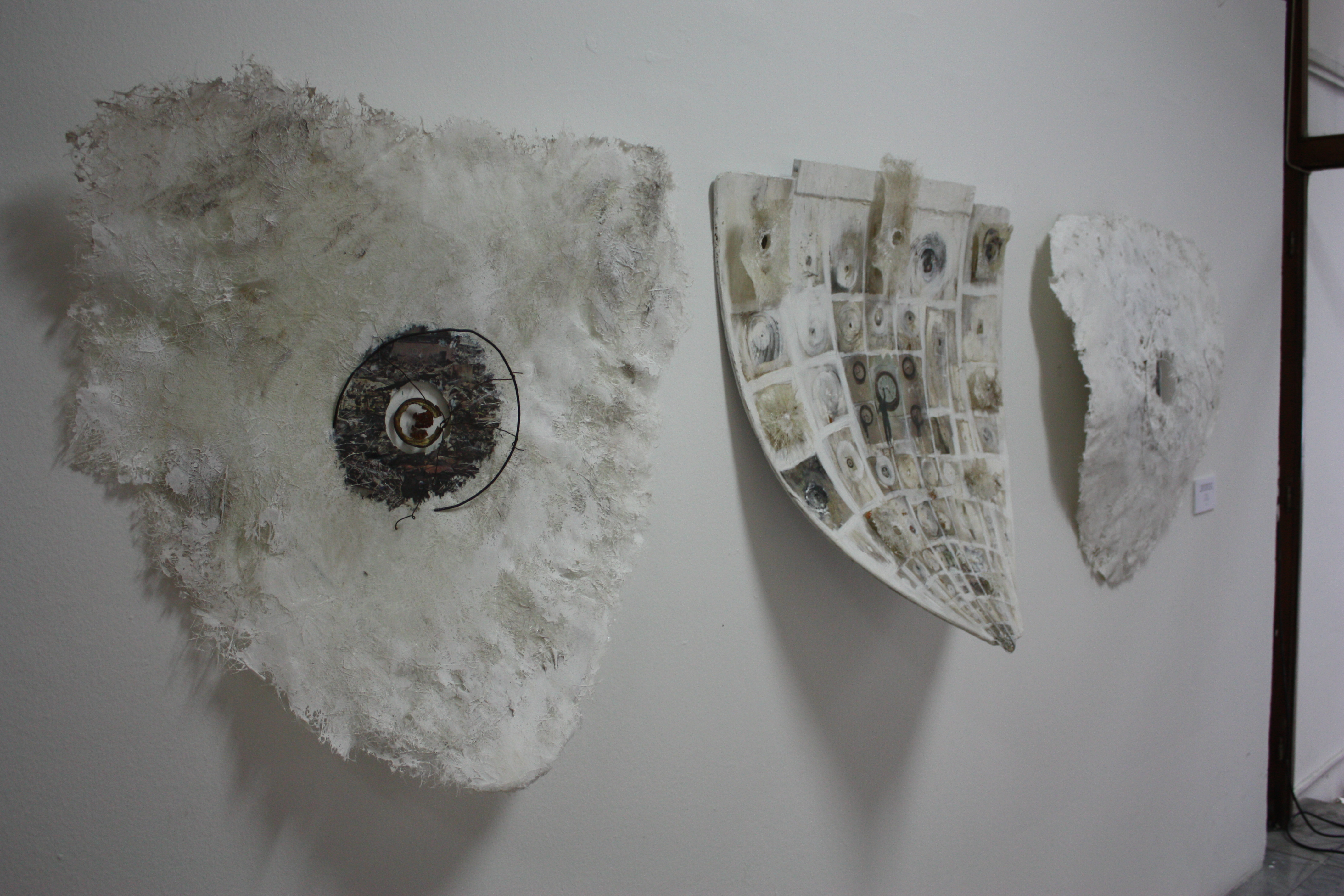
i bi krug, Tijana Dujović-Liščević.
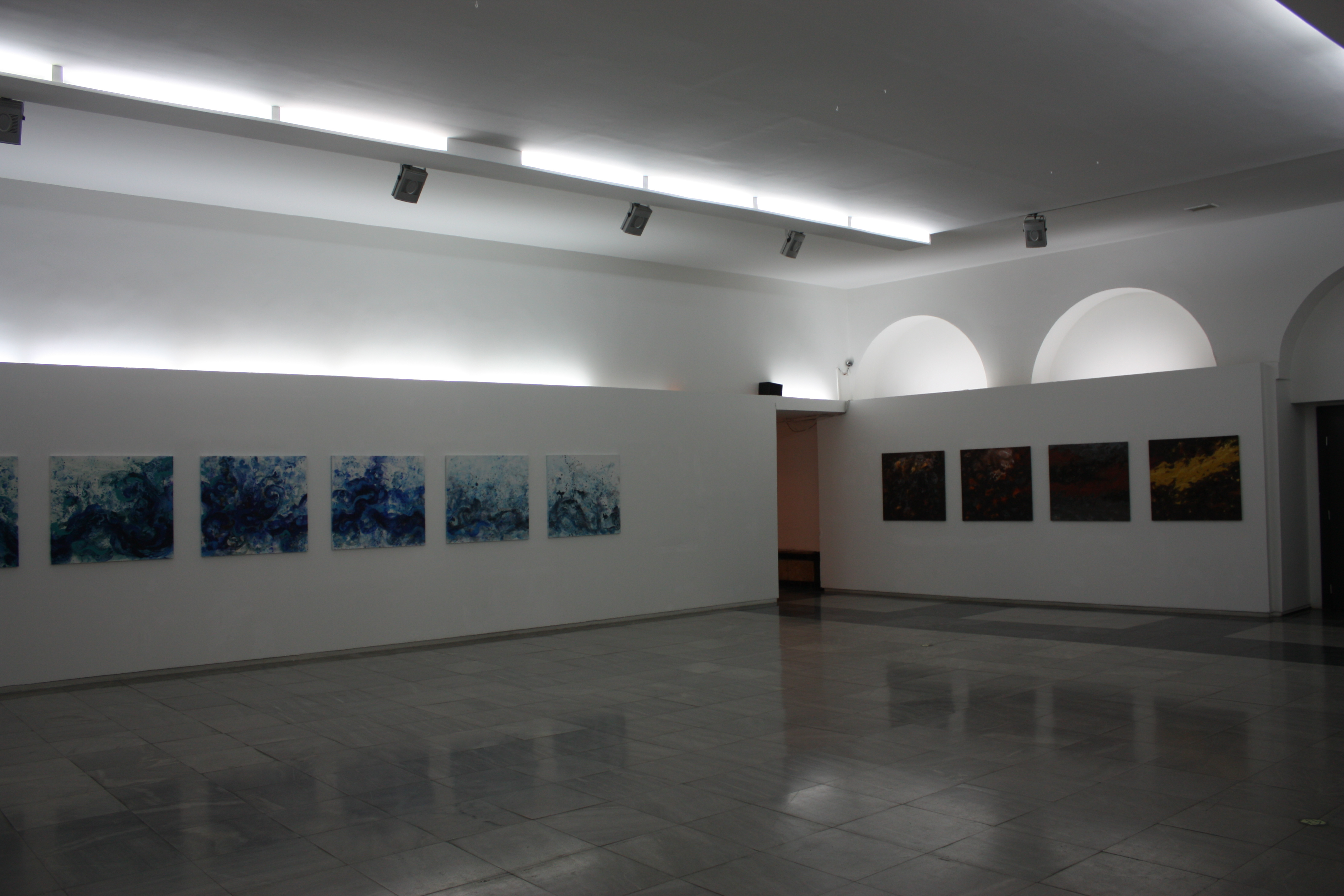
Une salle d'exposition.